# Henri Barakat
Pour les articles homonymes, voir Barakat.
Henri Barakat, (en arabe : هنري بركات) est un réalisateur, scénariste, producteur et monteur égyptien né au Caire le 11 juin 1914 au Caire et mort dans cette même ville le 26 mai 1997.

## Biographie
Né au Caire en 1914 dans une famille de Chawâms chrétiens (de rite grec-melkite-catholique) d'origine libanaise, Henri Barakat vient en France pour approfondir sa connaissance du Septième art. Il réalise au cours d'un demi-siècle de carrière quelques chefs-d'œuvre du cinéma égyptien, dont L'Appel du courlis (1959) et Le Péché (1965).
Il met aussi son talent de réalisateur au service de chanteurs célèbres, comme Farid El Atrache et Abdel Halim Hafez. Il réalise, au Liban, deux des trois films musicaux de la grande chanteuse libanaise Fairouz: Safar barlik et Bint el Hareth. Il est décédé en 1997. Il était marié et avait deux filles.

## Filmographie

### Réalisateur
- 1942 : Si j'étais riche (ar) (لو كنت غني), Law kunt ghani)
- 1942 : L'Accusée (ar) (المتهمة, El-muttahama)
- 1942 : Le Vagabond (ar) (الشريد, El-charid)
- 1944 : Quelle folie ! (ar) (أما جنان, Imma guinan)
- 1945 : La Faute paternelle (ar) (هذا جناه أبي, Haza ganahu abi)
- 1945 : Un cœur, un amour (ar) (القلب له واحد, El-qalb louh wahid)
- 1946 : La Dame (ar) (الهانم, El-hanim)
- 1947 : Amour de ma vie (ar) (حبيب العمر, Habib al omr)
- 1948 : Le Devoir (ar) (الواجب, Al Waguib)
- 1948 : Nuit paisible (ar) (سجى الليل, Sagua el lail)
- 1948 : La Punition (ar) (العقاب, El Ikab)
- 1949 : Madame la diablesse (عفريتة هانم, Afrita hanem)
- 1950 : Le Rivage de l'amour (ar) (شاطئ الغرام, Châti al gharâm)
- 1951 : Le Prince de la vengeance (ar) (أمير الانتقام, Amir el antikam)
- 1952 : Les Roses de l'amour (ar) (ورد الغرام, Ward el gharam)
- 1952 : Cœur à cœur (ar) (من القلب للقلب, Min al kalb al kalb)
- 1952 : Ne le dites à personne (ar) (ما تقولش لحد, Ma toulch lihadd)
- 1952 : Lahn al khouloud (ar) (لحن الخلود, Lahn al khouloud)
- 1953 : Le Cœur d'un père (ar) (قلبي على ولدي, Kalbi ala waladi)
- 1953 : Justice des faits (ar) (حكم الزمان, Hukum el zama)
- 1953 : L'Erreur d'un père (ar) (غلطة أب, Ghaltet ab)
- 1953 : Toute seule (ar) (أنا وحدي, Ana wahdi)
- 1954 : Une lettre d'amour (ar) (رسالة غرام, Ressalet gharam)
- 1954 : Avec toi pour toujours (ar) (دايما معاك, Daiman maak)
- 1954 : Je suis l'amour (ar) (أنا الحب, Ana al houbb)
- 1955 : Pitié pour mes larmes (ar) (ارحم دموعي, Irham demoui)
- 1955 : C'est arrivé une certaine nuit (ar) (حدث ذات ليلة, Hadassa zata laila)
- 1955 : Jours et Nuits (ar) (أيام وليالي, Ayyam wa layali)
- 1956 : L'Histoire de mon amour (ar) (قصة حبي, Kusset hubi)
- 1956 : Rendez-vous d'amour (ar) (موعد غرام, Mawad gharam)
- 1957 : Filles d'aujourd'hui (ar) (بنات اليوم, Banat el yom)
- 1958 : À notre rencontre (ar) (حتى نلتقي, Hatta naltaki)
- 1959 : Je n'ai que toi (ar) (ماليش غيرك, Malish gherak)
- 1959 : Pitié pour mon amour (ar) (ارحم حبي, Irham houbbi)
- 1959 : L'Appel du courlis (دعاء الكروان, Douaa al-kawrawan)
- 1959 : Hassan et Naïma (ar) (حسن ونعيمة, Hassan wa Naimah)
- 1961 : Les Rivages de l'amour (ar) (شاطئ الحب, Châti al houbb)
- 1961 : Un homme chez nous (ar) (في بيتنا رجل, Fi baytina ragoul)
- 1962 : Jour sans lendemain (ar) (يوم بلا غد, Yomun bala ghaden)
- 1963 : Chaînes de velours (ar) (سلاسل من حرير, Salassel min harir)
- 1964 : La Porte ouverte (ar) (الباب المفتوح, Al bab al maftouh)
- 1964 : Prince de la ruse (ar) (أمير الدهاء, Amir al daha)
- 1965 : Le Péché (الحرام, Al haram)
- 1966 : Quelque chose dans ma vie (ar) (شيء في حياتي, Chay fi hayati)
- 1966 : L'Exil (سفر برلك, Safar barlek)
- 1966 : La Nuit de noces (ar) (ليلة الزفاف, Laylat al zifaf)
- 1967 : La Fille du gardien (ar) (بنت الحارس, Bint El-Harass)
- 1969 : Un grand amour (ar) (الحب الكبير, Al houbb al kabir)
- 1970 : L'Amour perdu (ar) (الحب الضائع, Al houbb al dai)
- 1971 : Le Fil fin (ar) (الخيط الرفيع, Al khayt al rafiè)
- 1971 : Ma sœur (أختي, Oukhti)
- 1972 : La Visiteuse (ar) (الزائرة, Al Zairah)
- 1972 : Histoire d'une fille nommée Marmar (ar) (حكاية بنت اسمها مرمر, Hikayat bint ismouha Marmar)
- 1973 : Une femme de mauvaise réputation[3] (امرأة سيئة السمعة, Imraah sayyat al soumah)
- 1974 : L'Horloge sonne dix heures (ar) (الساعة تدق العاشرة, Al Sa'ah tadouqq al achirah)
- 1974 : Les Plus Beaux Jours de ma vie (ar) (أجمل أيام حياتي, Agmal iyum hayati)
- 1975 : L'Adorée (ar) (حبيبتي, Habibati)
- 1975 : La Mélodie de ma vie (ar) (نغم في حياتي, Nagham fi hayati)
- 1975 : Une question en amour (ar) (سؤال في الحب, Sou'al fi-l-houbb)
- 1976 : Au fil des jours (ar) (رحلة الأيام, Rihlat al ayyam)
- 1976 : Quatre Sœurs à charge (ar) (أخواته البنات, Ikhwatouh al banat)
- 1977 : Bouches et Lapins (ar) (أفواه وأرانب, Afwah oua araneb)
- 1977 : Passionnément vôtre (ar) (مع حبي وأشواقي, Ma' houbbi wa achwaqi)
- 1978 : La Vallée des souvenirs (ar) (وادي الذكريات, Wadi al dhikrayat)
- 1978 : Les Nuits de Yasmine (ar) (ليالي ياسمين, Layali Yasmin)
- 1978 : La Femme, c'est la femme (ar) (المرأة هي المرأة, Al marah hiya al marah)
- 1978 : Souviens-toi de moi (ar) (اذكريني, Idhkourini)
- 1979 : Les Moins de vingt ans (ar) (عشاق تحت العشرين, Ouchchaq tahta al-'ichrin)
- 1979 : Pas de condoléances pour les dames (ar) (ولا عزاء للسيدات, Wa la aza lil sayyidat)
- 1979 : Le Doute, mon amour (ar) (الشك يا حبيبي, Al chak ya habibi)
- 1980 : Femmes sans chaînes (ar) (امرأة بلا قيد, Imraah bilâ qayd)
- 1980 : Chaabane sous zéro (ar) (شعبان تحت الصفر, Shaabân tahta al- sifr)
- 1982 : Le Soldat Chabraoui (ar) (العسكري شبراوي, Al askari chabrawi)
- 1984 : La Veuve et le Diable (ar) (الأرملة والشيطان, Al armalah wa l chaytan)
- 1984 : La Nuit de l'arrestation de Fatma (ar) (ليلة القبض على فاطمة, Leilet al quabd al Fatma)
- 1988 : Le Rebelle (ar) (المتمرد, Al moutamarrid)
- 1991 : Le jeu des méchants (ar) (لعبة الأشرار, Lebat El Ashrar)
- 1992 : L'Accusée (ar) (المتهمة, Al mouttahamah)

### Scénariste
- 1969 : Hob al kabir, -al
- 1952 : Lahn al khouloud
- 1957 : Banat el yom
- 1959 : L'Appel du courlis (Douaa al-kawrawan)
- 1959 : Hassan wa Nayima
- 1964 : El Bab el maftuh
- 1979 : Ualla azae lel sayedat
- 1984 : Leilet al quabd al Fatma

### Producteur
- 1964 : El Bab el maftuh

### Monteur
- 1941 : El-arris el-khamis